# Adalbert Millitz
Adalbert Millitz (auch Adalbert Militz, * 2. Juni 1930 in Timișoara, Königreich Rumänien; †  15. Dezember 1985 in Timișoara, Rumänien) war Funktionär der Rumänischen Kommunistischen Partei und Vertreter der rumäniendeutschen Minderheit in der Sozialistischen Republik Rumänien und Lokalforscher.

## Leben
1968 wurde Millitz in der konstituierenden Sitzung des Rats der Werktätigen deutscher Nationalität zum Sekretär gewählt. Gemäß dem „National Foreign Assessment Center (U. S.)“ bekleidete Millitz 1973 die Position des „Deputy Section Chief (Nationalities)“. 1974 wurde Millitz in den rumänischen „Nationalen Rat und das Exekutivbüro für Rundfunk und Fernsehen“ aufgenommen. In diesen Funktionen beriet er unter anderem 1978 Paul Orza bei dem Drehbuch und der Regie des deutschsprachigen Fernsehfilmes „Gruß aus Jahrmarkt“.
Nachdem im Herbst 1975 die Mitglieder der Aktionsgruppe Banat Gerhardt Csejka, Gerhard Ortinau, Richard Wagner und William Totok unter dem Vorwurf des versuchten illegalen Grenzübertritts festgenommen wurden, ordneten Millitz und Ilie Verdeț (Sekretär für ideologischen Fragen und die Nationalitäten) deren Freilassung an.
Die 1977 von Adalbert Millitz mit Monica Barcan verfasste Dokumentation Die deutsche Nationalität in Rumänien entstand unter der Ägide des rumänischen „Instituts für politische Wissenschaften und das Studium der nationalen Frage“. Der spätere stellvertretender Direktor des Hauses des deutschen Ostens, Udo Wolfgang Acker, bezeichnete die Dokumentation 1978 „eine sich selbst entlarvende Propagandaschrift“.
Millitz gehörte ab 1978 der „Staatsratskommission für die Analyse der Vorschläge, Vorwürfe, Beschwerden und Anfragen der arbeitenden Menschen“ an.

## Veröffentlichungen
- Hier und heute, Kriterion-Verlag, Bukarest 1971, mit Fotos von Edmund Höfer, 85 S.
- Die deutsche Nationalität in Rumänien, mit Monica Barcan, Kriterion-Verlag, Bukarest 1977
- Naţionalitatea germană din România, mit Monica Barcan, Kriterion-Verlag, Bukarest 1977, in rumänischer Sprache
- La Nationalite allemande de Roumanie, mit Monica Barcan, Meridiane 1977, S. 120, in französischer Sprache